# Corinna (djur)
Corinna är ett släkte av spindlar.
Corinna ingår i familjen flinkspindlar.

## Dottertaxa tillCorinna, i alfabetisk ordning[1]
- Corinna aberrans
- Corinna aenea
- Corinna alticeps
- Corinna andina
- Corinna annulipes
- Corinna anomala
- Corinna areolata
- Corinna bicincta
- Corinna bonneti
- Corinna botucatensis
- Corinna bristoweana
- Corinna brunneipeltula
- Corinna buccosa
- Corinna bulbosa
- Corinna bulbula
- Corinna capito
- Corinna chickeringi
- Corinna colombo
- Corinna corvina
- Corinna cribrata
- Corinna cruenta
- Corinna ducke
- Corinna eresiformis
- Corinna ferox
- Corinna galeata
- Corinna granadensis
- Corinna grandis
- Corinna haemorrhoa
- Corinna humilis
- Corinna ignota
- Corinna inermis
- Corinna javuyae
- Corinna kochi
- Corinna longitarsis
- Corinna loricata
- Corinna macra
- Corinna major
- Corinna mandibulata
- Corinna mexicana
- Corinna modesta
- Corinna mourai
- Corinna napaea
- Corinna natalis
- Corinna nitens
- Corinna nossibeensis
- Corinna octodentata
- Corinna olivacea
- Corinna parva
- Corinna parvula
- Corinna peninsulana
- Corinna perida
- Corinna phalerata
- Corinna pictipes
- Corinna plumipes
- Corinna propera
- Corinna pulchellus
- Corinna punicea
- Corinna recurva
- Corinna rubripes
- Corinna sanguinea
- Corinna selysi
- Corinna spinifera
- Corinna tatei
- Corinna testacea
- Corinna toussainti
- Corinna travassosi
- Corinna urbanae
- Corinna variegata
- Corinna venezuelica